# Gerhard I de Nordgau
Gerhard I († después de 1098), hijo de Heinrich I, sucede a su padre en el condado de Nordgau en 1065; fue conde de Egisheim y miembro de la familia noble de los Eticónidas.

## Biografía
El emperador Enrique IV, entrega, el 22 de mayo de 1065, un diploma en favor de Eberhard, conde de Sponheim, en el que Gerhard es mencionado: Gerhardi comitis in pago Nortcowe.
El mismo emperador lo menciona en una carta entregada el 13 de agosto de 1077 para la abadía de Selz: in pago Nortgoe in comitatu Gerhardi comitis.
Gerhard impugna a su hermano Hugo el Vogtei de la abadía de Woffenheim, que pretendía pertenecerle en propiedad, y la pelea comenzaba a convertirse en seria entre estos dos príncipes, cuando el papa Gregorio VII, escribió en particular, en 1074, a Werner II, obispo de Estrasburgo, y a Burkhard obispo de Basilea, para recomendarles restablecer la paz entre los dos condes de Egisheim. Por acuerdo concertado entre estos príncipes y los prelados, se puso a Gerhard en posesión de este Vogtei.

## Descendencia
Gerhard y sus esposa Richarda (fundadora en 1057 de la abadía de Ölenberg, testimonio en 1098) tuvieron descendencia:
1. Helwidis[4] († 29 de enero antes de 1126); 1118 heredera de Egisheim, enterrada en Belval; ∞ hacia 1080, Gerhard von Lothringen († 1108), 1073 conde de Vaudémont, testimonio en 1070; Dinastía Châtenois

El historiador Johann Daniel Schöpflin da a Gerhard von Egisheim otra hija, llamada Spanehilde, que se casa con el conde Folmar III von Metz, y de manera recíproca parece transmitir a sus descendientes el condado de Dagsburg y el título de condes de Nordgau. Sin embargo, en realidad ella no podía hacer ni lo uno ni lo otro, ya que para ello debía ser hija heredera. Pero en este caso, no fue ella sino la condesa Helwidis, la que heredó los bienes alodiales de Egisheim. El condado de Dagsburg no entra en absoluto en cuestión, ya que no estaba vacante. El abad Philippe-André Grandidier no lo hizo mejor, su sistema propone a Spanechildis como hija de Heinrich I. Una hipótesis es tan arbitraria como la otra ya que solo se puede afirmar que la esposa del conde Folmar III von Metz se llamaba Spanechildis, y que no existen documentos que prueben su origen.
Esta hipótesis de Schöpflin-Grandidier tiene su origen en el hecho de querer explicar la titularidad de los condes de Metz en Nordgau y Dagsburg a través de una herencia efectiva. Sin embargo, el nombre de Spanechildis, a la cual se sostiene como madre-heredera (Erbmutter), y que desde Schöpflin ocupa un lugar tan importante en todas las genealogías, parece ser el menos relevante de todos. Existe una cierta continuidad en los nombres femeninos de todas estas grandes familias. Si Spanechildis transmitió a la Casa de Lunéville una herencia tan rica, habría que creer que sus descendientes podrían haber nombrado a sus hijas como ella en agradecimiento. Por el contrario, su nombre aparece solo una vez y nunca regresa, mientras que, por ejemplo, el nombre Mathilde muestra un uso bastante regular.